# Spongilla
Spongilla és un gènere de demosponges d'aigua dolça dins la família Spongillidae es troba en llacs i en corrents lents.
Spongilla va ser usat per John Hogg en el segle xix intentant justificar un quart regne de la vida.

## Taxonomia
- Spongilla alba Carter, 1849
- Spongilla arctica Annandale, 1915
- Spongilla aspinosa Potts, 1880
- Spongilla benguelensis Stephens, 1919
- Spongilla cenota Penney & Racek, 1968
- Spongilla chaohuensis Cheng, 1991
- Spongilla dawson  Bowerbank, 1864
- Spongilla friabilis Lamarck, 1816
- Spongilla gutenbergiana Müller, Zahn & Maidhof, 1982
- Spongilla helvetica Annandale, 1909
- Spongilla inarmata Annandale, 1918
- Spongilla jiujiangensis Cheng, 1991
- Spongilla lacustris Linnaeus, 1759
- Spongilla mucronata Topsent, 1932
- Spongilla permixta Weltner, 1895
- Spongilla prespensis Hadzische, 1953
- Spongilla sarasinorum Weltner, 1901
- Spongilla shikaribensis Sasaki, 1934
- Spongilla stankovici Arndt, 1938
- Spongilla wagneri Potts, 1889